# Heinz Peter Schwerfel
Heinz Peter Schwerfel (* 1954 in Köln) ist ein deutscher Kunstkritiker, Filmemacher und Autor.

## Vita
Nach dem Studium der Philosophie und Kunstgeschichte in Aachen und Paris (Sorbonne IV) arbeitete Schwerfel, geboren 1954 in Köln, ab 1979 in Paris als politischer Redakteur bei der französischen Presseagentur AFP. Ab Anfang der achtziger Jahre schrieb er als Kunst- und Filmkritiker u. a. für Transatlantik, art – Das Kunstmagazin, Das Magazin der Zeit, Lui, Art Press, Beaux Arts Magazine, Filmkorrepondenz. Freier Mitarbeiter bei Radio SWF 3 und beim Fernsehen, wo er regelmäßig für die populäre Kinosendung Etoiles et Toiles des französischen Fernsehsenders TF1, präsentiert von Frédéric Mitterrand, die Interviews verantwortete.
Nach der Mitarbeit an einer Dokumentation über den amerikanischen Surrealisten Man Ray (Regie Deidi von Schaewen, 1982), drehte Schwerfel ab 1985 als Regisseur und Produzent zahlreiche Dokumentarfilme über zeitgenössische Kunst und veröffentlichte mehrere Interviewbände in der Serie 'Kunst Heute' (Kiepenheuer & Witsch. 1989 gründete er in Berlin die Artcore Film GmbH und erweiterte sein Spektrum: Zu den Künstlerporträts kamen Fiktion ('Tanguera', 'Artcore', 'Die Inschrift des Gottes'), Theater (Christoph Marthaler), Literatur (Cees Nooteboom), Design (er erfand die bis 2011 weitergeführte Serie 'Design' für Arte), sowie mehrere filmische Essays zu freien kulturellen Themen, u. a. mit Jean Baudrillard, Peter Sloterdijk, Heiner Müller, Peter Ludwig etc.). Retrospektiven seiner Filme fanden u. a. in Paris (Centre Pompidou), New York (Film Anthologies und MoMA) oder Buenos Aires (Malba) statt.
1998 ging Schwerfel als stellvertretender Chefredakteur des Kunstmagazins ART für zwei Jahre nach Hamburg. Er veröffentlichte mehrere Bücher über zeitgenössische Kunst im Kölner DuMont Buchverlag ('Kunst-Skandale', 'Kunst nach Ground Zero', 'Kino und Kunst'). 2004 zog er für drei Jahre nach Buenos Aires und drehte dort Filme für Fernsehen und Kulturministerium, etwa über die Geschichte des Barock in Südamerika. Über seinen Aufenthalt in Argentinien schrieb er das Städteporträt „Buenos Aires intensiv - Tango Urbano“ (Kiepenheuer & Witsch).
2002 gründete er die KunstFilmBiennale in Köln, ein Filmfestival zu Kunst und Kino, deren künstlerischer Leiter er bis 2010 war. Seit 2013 folgt in München Kino der Kunst, zugleich Filmfestival und Kunstausstellung.
Als Kurator verantwortete Heinz-Peter Schwerfel eine Serie von Künstlerfilminstallationen, u. a. von Isaac Julien, Jesper Just, Hans Op de Beeck, Julian Rosefeldt oder Salla Tykkä. Sowie museale Ausstellungen von Medienkünstlerin Shirin Neshat, Filmemacher Nuri Bilge Ceylan oder dem Maler Ekrem Yalcindag. 2022 kuratierte er den Griechischen Pavillon der Künstlerin Loukia Alavanou auf der 59. Biennale Venedig. Sein Buch „Nach dem Kino“ über zeitgenössische Medienkunst erscheint 2024 (Hatje Cantz).
Schwerfel ist mit der Tango-Sängerin Silvana Deluigi verheiratet und wohnt in Paris und Köln.

## Filmografie (Auswahl)
- „Peinture Fraiche made in France“, 1985, 52'
- „Malstrom“, 1985, 52'
- „I Grandi Manoveri“, 1986, 52'
- „Die dritte Dimension“, 1986/87, 135'
- „Ich, Georg Baselitz“, 1987, 45’
- „Tanguera“, (Fiktion), 1989, 52’ mit Silvana Deluigi, Enrico Pinti, Juan José Mosalini etc.
- „Jeff Koons“, 1990, 45’
- „Die Endlichkeit der Freiheit“, 80’, 16mm, engl. U-Titel, 1991 mit Defa und Berliner Senat. Ausgezeichnet auf den Filmfestivals Montreal 1991, Asolo 1991, Lausanne 1992, Paris 1992. Mit Heiner Müller als Erzähler, sowie Mario Merz, Hans Haacke, Jannis Kounellis, Rebecca Horn, Raffael Rheinsberg, Volker Via Lewandowski u. a.[2]
- „Ein erotisches Konzert – Rebecca Horn“, 1993, 45’, Video, WDR/3Sat. Preis für beste Reportage Kunstfilmfestival Montreal 1993
- „Jannis Kounellis – Fragmente eines Tagebuchs“, 1996, 45’, 35mm, WDR/3Sat
- „Bruce Nauman – Make Me Think“, 1997, 70’, 35mm, Arte/3Sat/Arts Council, Kinoauswertung in allen grösseren deutschen Städten.
- „Protest, Rebellion, Subversion -Gesellschaftskritische Kunst seit Fluxus“, 1997, 60’, Essay mit Günter Brus, Katharina Sieverding, Christian Boltanski, Ilya Kabakov, Hans Haacke, Joseph Kosuth u. v. a. Archive mit Beuys, Vostell, Burden etc.
- „Virealitäten“, 1998, 70’ mit Jean Baudrillard, Mark Dery, Stanislaw Lem, William Gibson u. a.
- „Jochen Gerz – Your Art“. 1998, Video, 60’, WDR/3Sat/INA/Centre Pompidou. Preis für bestes Künstlerprogramm Kunstfilmfestival Montreal
- „Design 1999–2003, Serie: Lounge Chair, TGV, Vespa, Swatch, Leica, Jaguar E, Braun Phonosuper“
- „Kounellis in Mexico“, 2000, 14‘
- "Utopia oder Die Kunst des Überlebens, 2000, 60‘, mit Wolf Singer, Peter Sloterdijk, Willam J. Mitchell, Francis Fukuyama, Thilo Bode u. a.
- "Annette Messager – Plaisirs / Déplaisirs, 2000, 52‘, Preis für besten Essay, Künstlerfilmfestival Montreal 2001
- "Jürgen Klauke – Freischwinger, 2001, 52‘
- "Was Ihr wollt, 2001, 135‘, Fernsehfassung von Christoph Marthalers Inszenierung im Schauspielhaus Zürich
- „Rasender Stillstand – Das Theater des Christoph Marthaler“, 2001, 60‘
- „Alex Katz – What about Style“, 2002, 60‘
- „Hotel Nooteboom“, 2003, 90’
- „Baselitz“, 2004, 52’
- „Acht Bilder zum Nachdenken darüber, wie es weitergehen soll – die Flick Collection“, 2004, 60’
- „Matisse“, 2005, 60’
- „Barroco“, 2006/2007, 90’
- „Berlin – Arm aber sexy“, 2008, 52'
- „Die möglichen Leben des Christian Boltanski“, 2009, 52'
- „Julian Rosefeldt – Amerikanische Nacht“, 2009, 52'
- „Annette Messager – Pudique et publique“, 2010, 52'
- „Die Welt des Anish Kapoor“, 2011, 52'
- „Daniel Buren au Grand Palais“, 2012, 26'
- „Kabakov au Grand Palais“, 2014, 26'
- „Live Art – 14 Rooms“, 2014
- „Live Art – Philippe Parreno“, 2015
- „Live Art – Joan Jonas“, 2015
- „Live Art – Adrián Villar Rojas“, 2015
- „Live Art - Simon Denny“, 2016
- „Live Art - Tino Sehgal“, 2017
- „Moi, Georg Baselitz“, 2019
- „Fosse“, 2020
- „Laurent Grasso - Artificialis“ 15' (Camera lucida / Musée d’Orsay)
- „In Conversation with...“ Serie von 12 Filmen, 20' bis 35' für KINO DER KUNST mit Matthew Barney, Cao Fei, Sue de Beer, Shezad Dawood, Isaac Julien, Hans Op de Beeck
- „Katharina Grosse: Canyon“, 15' (Camera lucida / Fondation Louis Vuitton)

## Retrospektiven
- 1988 Musée National d’Art Moderne (Centre Georges Pompidou), Paris
- 1992 New York (Goethe-Institut, MoMA, Anthology Film Society, Institut Français)
- 1998 Buenos Aires, Córdoba, Santiago de Chile, Asunción, Montevideo
- 2000 Rio de Janeiro (Centro Cultural Banco do Bresil)
- 2001 Helsinki (Staatliches Kunstmuseum), Mexiko-Stadt (Kinemathek)
- 2004 Buenos Aires (Museum für lateinamerikanische Kunst)
- 2007 Málaga (Museum für Moderne Kunst)

## Buchveröffentlichungen
- Kunst heute, Nr. 2, Georg Baselitz, Kiepenheuer und Witsch, 1989, ISBN 978-3-462-01971-1
- Kunst heute, Nr. 4, Markus Lüpertz , Kiepenheuer und Witsch, 1989, ISBN 978-3-462-02007-6
- Kunst in Paris, Kiepenheuer und Witsch, 1990, ISBN 978-3-462-02070-0
- Kunst heute, Nr. 15, Kounellis, Kiepenheuer und Witsch, 1995, ISBN 978-3-462-02479-1
- Kunst-Skandale, DuMont Verlag, 2000, ISBN 978-3-8321-7169-8
- Kunst nach Ground Zero (Herausgeber), DuMont Verlag, mit Beiträgen von Jean Baudrillard, Wilfried Dickhoff, Jochen Gerz, Saul Ostrow, Peter Weibel, Slavoj Žižek ua., 2002, ISBN 978-3-8321-7188-9
- Kino und Kunst, DuMont Verlag, 2003, ISBN 978-3-8321-7532-0
- Tango Urbano – Buenos Aires Intensiv, Kiepenheuer & Witsch Verlag, 2008, ISBN 978-3-462-03996-2